# Patlabor
Patlabor (một từ ghép của "patrol" và "labor") hay Mobile Police Patlabor (機動警察パトレイバー Kidō Keisatsu patoreibā), là một thương hiệu anime và manga được tạo ra bởi Headgear, một nhóm bao gồm đạo diễn Oshii Mamoru, nhà văn Itō Kazunori, nhà thiết kế mecha Izubuchi Yutaka, thiết kế nhân vật Takada Akemi và nghệ sĩ manga Yūki Masami.
Thương hiệu nổi tiếng này bao gồm một manga, một phim truyền hình, hai loạt OVA, ba phim dài và một bộ phim biên soạn ngắn tên là Minipato (ミニパト) phong cách vẽ biến dạng của nó. Thương hiệu được chuyển thể thành video game và các sản phẩm được cấp phép từ OST đến đồ chơi. Patlabor được biết đến để sử dụng mecha - thiết kế bởi Izubuchi Yutaka - không chỉ cho cảnh sát hoặc các mục đích quân sự, mà còn cho cả công nghiệp và đô thị.
Ảnh động từ Patlabor được sử dụng rộng rãi trong video âm nhạc "Juke Joint Jezebel" của KMFDM. Manga nhận được Shogakukan Manga Award thứ 36 cho shōnen năm 1991 .

## Câu truyện
Câu chuyện diễn ra trong khoảng thời gian, tại thời điểm phát hành là tương lai gần của 1998-2002. Robot được gọi là "Labors" được sử dụng trong công việc xây dựng hạng nặng. Cảnh sát Đô thị Tokyo sở hữu một đội Patlabor để chống tội phạm và đối phó với các tai nạn liên quan đến Labors. Câu chuyện thường xoay quanh Special Vehicle Section 2, Division 2. Noa Izumi là nhân vật chính nhưng toàn bộ Division 2 vẫn có vai trò.
Các bộ phim dài là theo một dòng liên tục riêng biệt, được gọi là "movie timeline" và "TV timeline". Các loạt OVA khác nhau thường theo phim dài hoặc phim truyền hình.

## Danh sách sản xuất
Các sản phẩm sau đây được sắp xếp theo các mốc thời gian câu chuyện của họ.

### Mốc thời gian của phim
- Mobile Police Patlabor (1988-1989, OVA, 7 tập)

Mô tả nguồn gốc của 2nd Special Vehicles Section, còn được gọi là SV2.
- Patlabor: The Movie (1989)

Một loạt các sự cố lao động ngẫu nhiên trên toàn khu vực Tokyo đưa SV2 vào vụ án. Các sự cố trên hóa ra là một phần của một âm mưu quỷ quyệt của một lập trình viên đã chết để tạo ra một cuộc hoành hành lớn hơn nhiều.
- WXIII: Patlabor the Movie 3 (Wasted 13) (2001)

Diễn ra một năm sau Patlabor the Movie, bộ phim theo sau hai thám tử MPD đang điều tra trường hợp mất tích của các nhà khoa học làm việc trên một dự án kỹ thuật di truyền đang chạy điên cuồng ở Vịnh Tokyo.
- Patlabor 2: The Movie (1993)

Một nhóm khủng bố bí mật gây ra một cuộc khủng hoảng ở Tokyo vào mùa đông năm 2001-2002. Các thành viên của SV2 Section 2, vốn được giao cho làm các nhiệm vụ khác kể từ các sự kiện của WXIII, đoàn tụ một lần nữa để ngăn chặn mối đe dọa.

### Mốc thời gian của phim truyền hình
- Patlabor: The TV Series(1989-1990, TV, 47 tập)

Diễn ra trong một dòng liên tục khác, loạt phim kể về cuộc phiêu lưu của SV2 Section 2, trong đó bao gồm một câu chuyện liên quan đến những nỗ lực của họ để chống lại một Labor tiên tiến được gọi là Griffin.
- Mobile Police Patlabor P-Series (1990-1992, OVA, 16 tập)

Còn được gọi là OVA 2 và The New Files, loạt OVA có các tập phim diễn ra tại một số điểm giữa các tập và sau tập cuối của loạt phim truyền hình. OVA này cũng là kết luận của câu chuyện về Griffin.

### Mobile Police Patlabor Minimum: Minipato
Một loạt ba phần của phim ngắn được phát hành trước khi chiếu WXIII trong năm 2002, Minipato sử dụng con rối giấy, CGI, và Claymation để giải thích lý do đằng sau toàn bộ khái niệm của thương hiệu, đặc biệt là làm thế nào Labor hoạt động trong một khung cảnh khoa học viễn tưởng thực tế.

### Manga
Phát hành bởi Shogakukan trên tạp chí Shonen Sunday từ 1988 đến 1994, manga 22 volume cũng nằm trong một dòng thời gian riêng biệt.

## Cấp phép
Tất cả sản phẩm Patlabor đã được phát hành tại Hoa Kỳ trong một số hình thức, ngoại trừ phần lớn manga. Tất cả bộ phim đều được dịch sang tiếng Anh và có sẵn trong định dạng DVD Region 1, 2 & 4.
Phim truyền hình và OVA được phát hành tại Mỹ bởi Central Park Media. Hai bộ phim đầu tiên được phát hành bởi Manga Entertainment, nhưng sau đó làm lại và tái phát hành vào năm 2006 bởi Bandai Visual. Bộ phim thứ ba (cùng với "Mini-Pato") được phát hành bởi Geneon Entertainment (trước đây là Pioneer). Mười hai phần của manga đã được dịch và xuất bản bởi Viz Communications như là số duy nhất và hai paperbacks thương mại, nhưng sau đó bỏ manga trước khi hoàn thành nó.
Mini-Pato là có sẵn trên DVD ở khu vực 1, 2, 4 và trong gói DVD Limited Edition Patlabor WXIII.
Trong năm 2006, Honneamise của Bandai Visual tái phát hành hai bộ phim đầu tiên trên DVD tại Bắc Mỹ với các tính năng bổ sung rộng rãi và Beez Entertainment xử lý phân phối tại Anh. Madman có quyền phân phối tại Úc và New Zealand trong một liên kết với Manga Entertainment của Vương quốc Anh nhưng bị Bandai từ chối quyền lồng tiếng lại phim.

## Video game
Các trò chơi của Patlabor chỉ được phát hành tại Nhật
- Kidō Keisatsu Patlabor (Famicom Disk System - 24 tháng 1 năm 1989)
- Kidō Keisatsu Patlabor (Game Boy - 25 tháng 8 năm 1990)
- Kidō Keisatsu Patlabor: 98-Shiki Kidou Seyo! (Mega Drive - 23 tháng 10 năm 1992)
- Kidō Keisatstsu Patlabor: Griffon-hen (Turbo CD - 30 tháng 9 năm 1993)
- Kidō Keisatsu Patlabor (Super Famicom - 22 tháng 4 năm 1994)
- Kidō Keisatsu Patlabor: Game Edition (PlayStation - 30 tháng 11 năm 2000)
- Patlabor: Come Back Mini-Pato (PlayStation Portable - 2 tháng 11 năm 2005)